# Enrica Barbano
Enrica Barbano (Ticineto, 24 agosto 1963) è una costumista italiana che lavora per produzioni cinematografiche, televisive e teatrali.

## Biografia
Studia all'Istituto Statale d'Arte Aldo Passoni di Torino dove si specializza in Disegno di moda e del costume. 
Si trasferisce a Roma nel 1982 e inizia la sua carriera come assistente in diverse produzioni cinematografiche tra le quali i film Opera di Dario Argento e Kidnapping - Pericolo in agguato, tratto dal romanzo Man on Fire di A. J. Quinnell, con la regia di Elie Chouraqui. 
Dal 1988 alterna il disegno e la creazione di costumi d'epoca e contemporanei per produzioni nazionali e internazionali, per cinema, televisione, teatro e pubblicità.
Partecipa a due esposizioni universali: Expo 1992 a Siviglia e Expo 2005 ad Aichi. 
Dal 2006 cura e realizza mostre ed esposizioni internazionali, tra queste Arte che cammina,  Espresso italiano, Nodi Italiani e 4 Dive. 
È membro dell’ASC Associazione Italiana Scenografi, Costumisti e Arredatori. 
È presente nella mostra collettiva Cinema: Come nasce un sogno. L’arte degli scenografi, dei costumisti e degli arredatori italiani (2007).
Per il libro Il ricamo fantasia nell’Alta Moda Italiana (2014) contribuisce con l’articolo Nel segno dell’alta moda a Roma. Frammenti di costume, moda e tradizione italiana dal dopoguerra al prêt-à-porter.

## Teatro
- L'isola che non c'è, regia di Stefano Marcucci (1996)
- Magic Dream - Irthes San Oniro (musical), regia di Gianfranco Angelucci (1998)
- Uzumé che danza, coreografia di Maria Grazia Sarandrea (2005)[7][8]

## Filmografia

### Cortometraggi
- Biscotti, regia di Fabrizio Sferra & Davide Grassetti (1996)
- Mestiere Totò, regia di Gianfranco Angelucci (1996)

### Lungometraggi
- Eppur si muove / Und sie bewegt sich dochi Der Prozess Galileo Galilei, regia di Ivo Barnabò Micheli - Art Director (1989)[9]
- Cattiva, regia di Carlo Lizzani (1991)[10]
- Sindrome Veneziana, regia di Carlo U. Quinterio (1991)[11]
- Favola crudele, regia di Roberto Leoni (1991)[12]
- Il piacere delle carni, regia di Barbara Barni (1993)[13]
- Berlino '39, regia di Sergio Sollima (1994)[14]
- Il giorno di San Sebastiano, regia di Pasquale Scimeca (1994)
- Catene, regia di Antonio Antonelli, episodio del film De Generazione (1994)
- Delitto passionale, regia di Flavio Mogherini (1994)[15]
- Classe mista 3ª A, regia di Federico Moccia (1996)[16]
- Passaggio per il paradiso (film 1998) (Gentle into the night), regia di Antonio Baiocco (1996)
- A Dio piacendo, regia di Filippo Altadonna (1996)[17]
- Buck e il braccialetto magico, regia di Antony Richmond (1997)[18]
- I banchieri di Dio - Il caso Calvi, regia di Giuseppe Ferrara (2002)
- Ti voglio bene Eugenio, regia di Francisco Josè Fernandez (2002)[19]
- Il compagno americano, regia di Barbara Barni (2002)[20]
- Tornare indietro, regia di Renzo Badolisani (2002)[21]
- Non abbiate paura - La vita di Giovanni Paolo II, Have no fear - The life of Pope Iohn Pail II, regia di Jeffrey Bleckner (2005)[22]
- Processo a Mata Hari, regia di Rossana Patrizia Siclari (2016)[23]
- Io sono Mia, regia di Riccardo Donna (2018)[24]
- Ero in guerra ma non lo sapevo, regia di Fabio Resinaro (2022)

### Televisione
- Valentina (serie TV), regia di Giandomenico Curi, Gianfranco Giagni (1989)
- Julianus Barát (film TV), regia di Gabor Koltay (1991)
- An Empire conquered (film TV), regia di Robert Marcarelli (1991)
- Stato di emergenza - Il caso Dozier, regia di Carlo Lizzani (1993)
- Il figlio di Sandokan (miniserie TV), regia di Sergio Sollima (1998)
- Ama il tuo nemico (miniserie TV), regia di Damiano Damiani (1999)
- Ricominciare (soap opera, regia di Vincenzo Verdecchi, Marcantonio Graffeo (2000/2001)
- Dove osano le quaglie (programma TV), regia di Cristiano D'Alisera (2003/2005)
- Bugie (programma comico TV), regia di Maurizio Ventriglia (2004)
- Carabinieri (serie TV stagioni 3 - 4 - 6 - 7), regia di Rafaele Mertes, Rossella Izzo, Sergio Martino, Alessandro Cane (2004/2008)
- Edda Ciano e il comunista (miniserie TV), regia di Graziano Diana (2011)
- L'olimpiade nascosta (miniserie TV), regia di Alfredo Peyretti (2012)
- Walter Chiari - Fino all'ultima risata (miniserie TV), regia di Enzo Monteleone (2012)
- Il sogno del maratoneta (miniserie TV), regia di Leone Pompucci (2012)
- Zodiaco - Il libro perduto (miniserie TV), regia di Tonino Zangardi (2012)
- Adriano Olivetti - La forza di un sogno (miniserie TV), regia di Michele Soavi (2013)
- Purché finisca bene (ciclo di film TV) regia di Fabrizio Costa e Luca Ribuoli - (Film TV), regia di Fabrizio Costa (2014)
- Una coppia modello, regia di Fabrizio Costa (2014)
- Una villa per due (film TV), regia di Fabrizio Costa (2014)
- Un marito di troppo (film TV), regia di Luca Ribuoli (2014)
- La Tempesta (film TV), regia di Fabrizio Costa (2014)
- Una Ferrari per due, regia di Fabrizio Costa (2014)
- Angeli - Una storia d'amore (film TV), regia di Stefano Reali (2014)
- L'allieva (serie TV), regia di Luca Ribuoli (2016)
- Baciato dal sole (serie TV), regia di Antonello Grimaldi (2016)
- La strada di casa (serie TV), regia di Riccardo Donna (2017-2019)
- Black Out (serie TV), regia di Riccardo Donna, Fabio Resinaro e Nico Marzano (2023-2025)
- La luce nella masseria, regia di Tiziana Aristarco e Riccardo Donna – film TV (2024)
- La Rosa dell'Istria, regia di Tiziana Aristarco – film TV (2024)

## Riconoscimenti
- 1992 - David di Donatello
  - Candidatura migliori costumi per Cattiva
- 2014 - Premio Cinearti La chioma di Berenice
  - Candidatura migliori costumi - fiction per Adriano Olivetti - La forza di un sogno[25]